# Shine a Light (Lied)
Shine a Light ist ein Lied der britischen Rockgruppe The Rolling Stones. Die Aufnahme wurde von Jimmy Miller produziert und erschien erstmals am 12. Mai 1972 auf dem Album Exile on Main St. Musikalisch und textlich (Refrain: „May the good Lord shine a light on you […]“) wird dem Song eine Mischung aus Rock ’n’ Roll und Gospelmusik nachgesagt.

## Entstehung und erste Aufnahme
Obwohl das Stück wie fast alle Songs der Rolling Stones dem Autorenduo Jagger/Richards zugesprochen wird, hat Mick Jagger Shine a Light nahezu allein geschrieben. Die Arbeiten begannen schon im Frühjahr 1968 vor der Veröffentlichung des Albums Beggars Banquet, als Brian Jones noch in der Band war. Tatsächlich setzt sich der Song sehr mit Jones’ Drogenproblemen auseinander, die mit der Zeit immer schlimmer wurden, sowie seiner Isolation in der Band. Ein erster Arbeitstitel war Get a Line on You.
Leon Russell arbeitete im Herbst 1969 in den Olympic Studios an seinem neuen Album und nahm mit Mitgliedern der Rolling Stones den Song auf. Neben Russell, der das Klavier spielte, waren Mick Jagger (Gesang), Charlie Watts (Schlagzeug), Bill Wyman (Bass) und Mick Taylor (Gitarre) anwesend. Die Aufnahmen kamen zustande, weil Watts und Wyman unter den Studiomusikern von Russells neuer Platte waren, die 1970 unter dem Titel Leon Russell erschien. Get a Line on You war nicht auf ihr enthalten. Als das Album auf CD erschien, wurde die ursprüngliche Titelliste um einige Bonustücke erweitert. Das letzte dieser Stücke ist Get a Line On You.

## Exile on Main St
Die Rolling Stones widmeten sich 1970/1971 nochmals dem Stück, das jetzt den Titel Shine a Light trug. Diese Aufnahme erschien 1972 auf der Doppel-LP Exile on Main St. Als Musiker waren zusätzlich der Produzent Jimmy Miller am Schlagzeug, Mick Taylor an E-Gitarre und eventuell am E-Bass (einige Quellen nennen hier alternativ Bill Wyman). Billy Preston spielte Klavier und Orgel. Clydie King, Joe Green, Venetta Field und Jesse Kirkland lieferten den Hintergrundgesang.

## Live-Darbietungen und Aufnahmen
Es dauerte lange, bis die Rolling Stones Shine a Light in ihr Konzertrepertoire aufnahmen. Erst während der Voodoo Lounge Tour von 1995 kam das Stück auf die Setliste. Auch auf folgenden Tourneen wurde das Stück gespielt. 2008 drehte Martin Scorsese den Konzertfilm Shine a Light, wobei das titelgebende Stück nur während des Abspanns kurz angespielt wird. Auf der dazugehörenden Soundtrack-CD ist jedoch eine Aufnahme von Shine a Light zu hören, die im Oktober 2006 aufgenommen wurde. Eine weitere Live-Aufnahme des Lieds ist auf dem 1995 erschienenen Album Stripped zu finden.

## Coverversionen
Eine überschaubare Anzahl an Musikern haben Shine a Light im Studio oder auf der Bühne gecovert. Allison Crowe veröffentlichte auf ihrem Album Tidings im Jahre 2004 eine Version des Songs und 2012 bot Elton John Shine a Light live dar. Phish spielt den Song regelmäßig live.